# Podirei
Podirei – wieś w Rumunii, w okręgu Bistrița-Năsăud, w gminie Șieu-Măgheruș. W 2011 roku liczyła 131 mieszkańców.